# Rathfriland
Rathfriland (irisch Ráth Fraoileann, etwa „Ringfeste von Fraoile“) ist eine Kleinstadt (market town) in der Grafschaft Down in Nordirland.

## Geographie
Rathfriland liegt auf einem Hügel in einer sumpfigen Senke zwischen den Bergen Slieve Croob und Banbridge – nördlichen Ausläufern der Mourne Mountains – etwa 11 km nordöstlich von Newry und 43 km südwestlich von Belfast. Mit dem Nachbardorf Hilltown, etwa 4 km südlich, besteht eine historisch enge Verbindung.

## Geschichte
Auf dem Hügel, über welchen der Ort sich heute erstreckt, befand sich einst der Hauptsitz der Familie Mac Aonghusa (anglisiert Magennis), der gälischen Herrscher von Uíbh Eachach (Iveagh). Sie beherrschten die Gegend seit 1136 und waren 1541 auch von König Heinrich VIII. mit diesem Lehen betraut worden. Sie errichteten im späten 16. oder frühen 17. Jahrhundert die Burg Rathfriland Castle, welche während der Rebellion von 1641 zerstört wurde. Der Ort selbst wurde erst danach gegründet. König Karl II. vergab das Lehen an Alderman Richard Hawkins aus London, welcher die Burgruine abtragen ließ, um Baumaterial zu gewinnen. Daraus wurde unter anderem ein Gasthof errichtet, welcher heute noch an der Ecke The Square und Newry Street steht.
Ab 1764 errichtete Theodosia Hawkins-Magill (später Theodosia Meade), an welche der Ort mittlerweile gefallen war, auf Empfehlung von Henry Waring ein Markthaus, um den Handel mit Leinen zu fördern. Das Vorhaben war nur mäßig erfolgreich, doch der Torfabbau bot den Einwohnern weiterhin eine Lebensgrundlage. Auf Karten aus dem Jahr 1776 sind um den Ortskern bereits neue befestigte Wege und Wohnhäuser mit Gärten verzeichnet.
1831 umfasste der Ort 447 Gebäude an fünf größeren Straßen. 1834 berichtete der Gelehrte John O’Donovan von „30 Pubs im Ort“. Für 1841 werden 2.183 Einwohner und drei Kirchen angegeben. Im Markthaus fand ein Wochenmarkt sowie alle zwei Monate ein regionaler Markt statt. Auch die lokale und regionale Gerichtsbarkeit tagte im Markthaus. Eine Leinenmanufaktur war größter Arbeitgeber im Ort.
Seit den frühen 2000er Jahren erlebt Rathfriland einen moderaten Aufschwung, welcher sich auch in steigenden Einwohnerzahlen niederschlägt. Die 1994 gegründete Rathfriland and District Regeneration Company hat daran erheblichen Anteil. Sie erreichte unter anderem an der Einrichtung einer Vorschule und öffentlicher Gemeinschaftsgärten. Auch die Umwandlung der denkmalgeschützten Kerzen- und Seifenfabrik (Chandler’s House) in ein Gemeindehaus mit mehreren Wohneinheiten geht auf sie zurück.

### Namensherkunft
Alte englische Dokumente schrieben den Ortsnamen häufig als Rathfylan oder Rathfrilan. Ältere irische Namensvarianten waren Corr an tSeanbhaile ('Hügel des alten Gehöfts') oder Corr an tSeanbhealaigh (‘Hügel der alten Straße‘). Im 19. und 20. Jahrhundert verwendete die irischsprachige Bevölkerung auch die Namen an Mullach (‘Die Anhöhe’) und Mullach Rátha Fraoileann (‘Die Anhöhe von Rathfryland’).

## Religion
Bei der Bevölkerungszählung 2011 gaben 55 Prozent der Bewohner an einer protestantischen Glaubensrichtung anzugehören, während 40 Prozent sich als katholisch identifizierten. Im Ort gibt es 6 Kirchen:
- First Rathfriland Presbyterian Church
- Rathfriland Baptist Church
- Rathfriland Elim Church (Pfingstkirche)
- Rathfriland Reformed Presbyterian Church
- Saint Mary’s Church (katholisch)
- Second & Third Rathfriland Presbyterian Church

## Städtepartnerschaften
Rathfriland ist seit 2016 mit Armstrong in British Columbia, Kanada verpartnert. Die Partnerschaft geht auf Catherine O’Hare Schubert zurück, welche 1835 in Rathfriland geboren wurde und 1851/52 nach Amerika auswanderte. 1862 erreichte sie als erste weiße Frau British Columbia auf dem Landweg und wirkte von 1882 bis zu ihrem Tod 1918 bedeutend in Armstrong.

## Kultur und Sehenswürdigkeiten

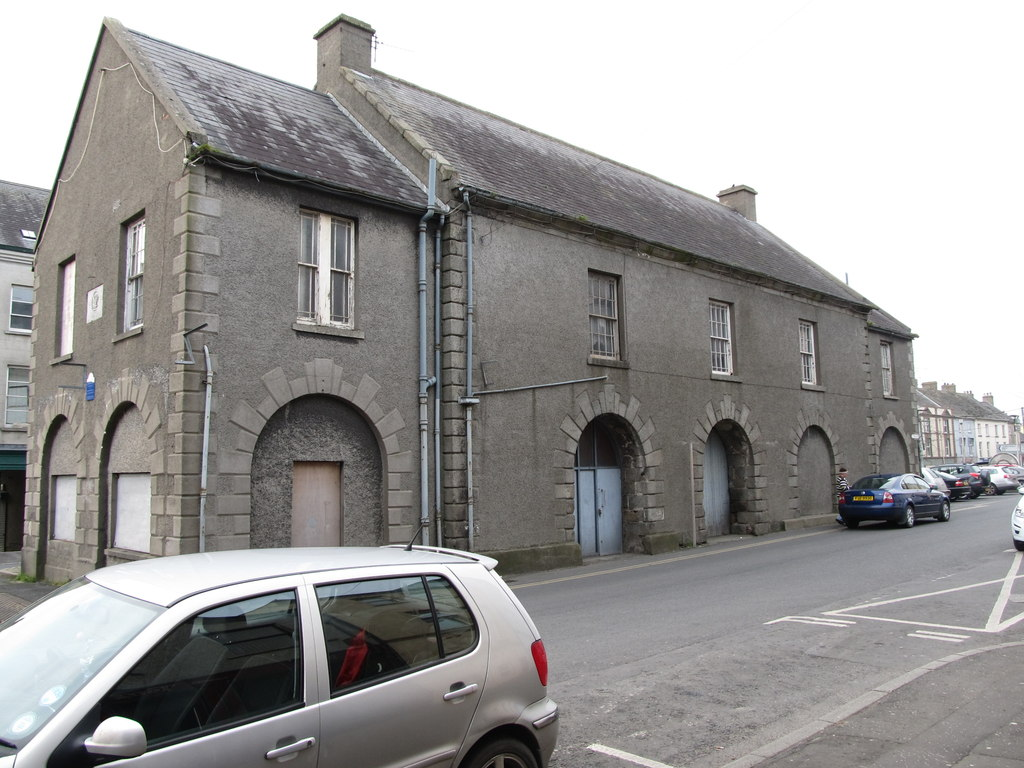
Die Markthalle von Rathfriland aus den 1760ern. Die beiden Anbauten links und rechts kamen 1951 hinzu.

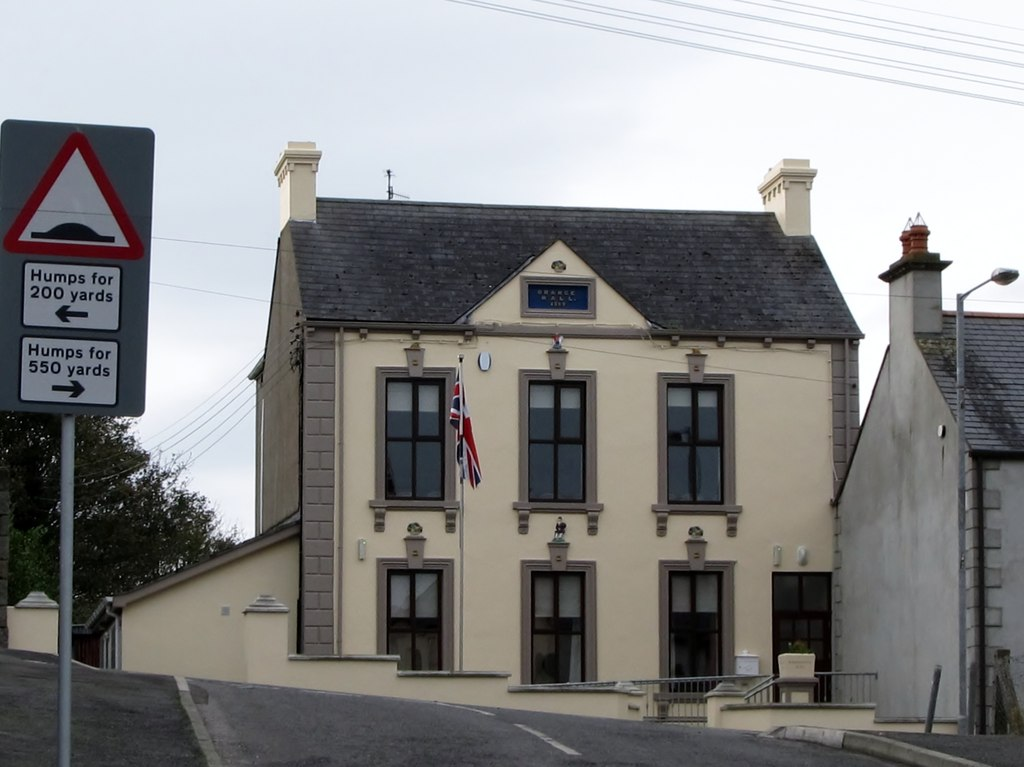
Die Orange Hall von Rathfriland.

Der Fußballverein Rathfriland Rangers F.C. spielt in der vierten Liga, welche die höchste Amateurliga Nordirlands ist. Es existieren weitere Sportvereine für Fußball, Bowling und Angeln.
Reste der Südwand der alten Burg sind noch immer erhalten. 1977 wurde darin ein „unansehnlicher, [mittlerweile] stillgelegter“ Wasserturm errichtet. Eine Freimaurerloge unterhält die 1891 von Alexander Whelan errichtete Rathfriland Masonic Hall. Ebenso gibt es ein Verbindungshaus des Oranier-Ordens im Ort. Der Menhir von Barnmeen steht etwa 2 km westlich des Orts.

## Wirtschaft und Infrastruktur

### Medien
Seit 1940 erscheint in Rathfriland The County Down Outlook, eine Wochenzeitung, welche heute zur Alpha Newspaper Group gehört.

### Öffentliche Einrichtungen
In Rathfriland gibt es ein Bürgerzentrum mit Sporthalle und Fitnessstudio, eine öffentliche Bücherei, ein Postamt sowie ein Ärztehaus.

### Bildung
Im Ort gibt es zwei Grundschulen sowie seit 1961 eine weiterführende Schule:
- Iveagh Primary School
- St Mary’s Primary School
- Rathfriland High School

### Verkehr
Die Überlandstraße A25 verläuft durch den Ort und führt in Richtung Südwesten nach Newry sowie in Richtung Osten nach Castlewellan und Newcastle.
Von 1880 bis 1955 war Rathfriland über die nahe gelegene Ballyroney Railway Station an das Eisenbahnnetz angebunden. Busse von Translink fahren mehrmals täglich von und nach Banbridge, Downpatrick, Newry und Newcastle.

## Söhne und Töchter der Stadt
- Theodosia Meade (1743–1817), Gräfin von Clanwilliam.
- Patrick Brontë (1777–1861), Vater der Geschwister Brontë.

- Margaret Byers (1832–1912), Missionarin, Pionierin der Mädchenbildung, Frauenwahlrechtsaktivistin. Erhielt 1905 einen akademischen Titel ehrenhalber vom Trinity College in Dublin und wurde 1908 in den Senat der Queen’s University in Belfast berufen.
- Catherine O’Hare Schubert (1835–1918), überquerte als erste weiße Frau die Rocky Mountains in Kanada.
- William Huston Doff (1844–1930), Richter am High Court of Justice.
- John McAlery (1848/49–1925), Gründer des ersten irischen Fußballvereins Cliftonville F.C. (1879), Kapitän der irischen Nationalmannschaft in ihrem ersten internationalen Spiel 1882.
- Agnes Macready (1855–1935), erste Kriegskorrespondentin Australiens.[18]
- Francis Brooks (1924–2010), Bischof des katholischen Bistums Dromore.